# 4602 Heudier
4602 Heudier (1986 UD3) là một tiểu hành tinh vành đai chính được phát hiện ngày 28 tháng 10 năm 1986 bởi CERGA ở Caussols.